# Ordine dell'Amicizia (Ossezia del Sud)
L'Ordine dell'Amicizia è un'onorificenza dell'Ossezia del Sud.

## Storia
L'Ordine è stato istituito in commemorazione del 15º anniversario della Repubblica dell'Ossezia del Sud nel 2007 e può essere assegnato a cittadini dell'Ossezia del Sud, stranieri e apolidi.

## Assegnazione
L'Ordine viene assegnato per premiare:
- il grande contributo al rafforzamento dell'amicizia e della cooperazione tra l'Ossezia del Sud e gli altri Stati;
- il grande contributo allo sviluppo economico, pubblico-politico e culturale dello Stato;
- il grande contributo nel rafforzamento delle iniziative di pace e delle relazioni amichevoli tra le nazioni;
- meriti speciali nel rafforzamento della difesa dell'Ossezia del Sud.

## Insegne
- L'insegna ha la forma di una stella a otto punte d'argento dorato, leggermente convessa, smaltata di bianco e con raggi tripli. Al centro della stella vi è un medaglione smaltato di blu che raffigura quattro frecce spezzate incrociate. Il bordo del medaglione è dorato e reca l'immagine di mani che si stringono in segno di pace.
- Il nastro è azzurro con una striscia centrale bianca e bordi gialli e rossi.